# Microloxia ruficornis
Microloxia ruficornis là một loài bướm đêm trong họ Geometridae.